# Waldron-sziget
A Waldron-sziget az Amerikai Egyesült Államok Washington államának San Juan megyéjében fekszik.

## Története
Az 1791-es spanyol expedíció során a szigetet Francisco Eliza Lemosnak nevezte el. A Wilkes-expedíció 1841 májusában ért a térségbe; a szigetet ők a Waldon-testvérpár valamely tagjáról (Richard Russell Waldron vagy Thomas Westbrook Waldron) nevezték el.
A 19. században homokkövet és szenet bányásztak. Az 1890-ben épült Krumdiack-ház szerepel a történelmi helyek jegyzékében.
June Burn az 1941-ben íródott önéletrajzában beszámol a szigeten töltött időről. 1976 óta tilos a bányászat és a társasházak építése.
1997-ben a Kábítószer-ellenes Hivatal 886 tő marihuánát lefoglalt, hét embert pedig őrizetbe vett.

## Éghajlat
A sziget éghajlata mediterrán (a Köppen-skála szerint Csb).
| Hónap                         | Jan. | Feb.  | Már. | Ápr. | Máj. | Jún. | Júl. | Aug. | Szep. | Okt. | Nov.  | Dec. | Év    |
| ----------------------------- | ---- | ----- | ---- | ---- | ---- | ---- | ---- | ---- | ----- | ---- | ----- | ---- | ----- |
| Rekord max. hőmérséklet (°C)  | 15,4 | 15,5  | 17,0 | 21,0 | 28,0 | 28,7 | 31,9 | 29,7 | 29,5  | 21,0 | 17,4  | 15,0 | 31,9  |
| Átlagos max. hőmérséklet (°C) | 7,7  | 8,2   | 10,4 | 12,9 | 16,3 | 18,9 | 21,4 | 21,2 | 18,3  | 13,6 | 9,5   | 7,2  | 13,8  |
| Átlaghőmérséklet (°C)         | 6,0  | 6,2   | 7,9  | 9,9  | 12,9 | 15,1 | 17,2 | 17,2 | 15,1  | 11,4 | 7,7   | 5,6  | 11,0  |
| Átlagos min. hőmérséklet (°C) | 4,2  | 4,1   | 5,5  | 6,9  | 9,4  | 11,3 | 13,0 | 13,1 | 11,9  | 9,1  | 5,9   | 3,9  | 8,2   |
| Rekord min. hőmérséklet (°C)  | −8,0 | −12,0 | −4,0 |      | 4,0  | 6,5  | 8,0  | 6,0  | 6,3   | −3,0 | −10,0 | −9,5 | −12,0 |
| Átl. csapadékmennyiség (mm)   | 96   | 72    | 55   | 48   | 42   | 37   | 22   | 28   | 26    | 65   | 113   | 79   | 683   |
| Forrás: Weatherbase           |      |       |      |      |      |      |      |      |       |      |       |      |       |

## Fordítás
- Ez a szócikk részben vagy egészben  a   Waldron Island című angol Wikipédia-szócikk ezen változatának fordításán alapul.  Az eredeti cikk szerkesztőit annak laptörténete sorolja fel. Ez a jelzés csupán a megfogalmazás eredetét és a szerzői jogokat jelzi, nem szolgál a cikkben szereplő információk forrásmegjelöléseként.